# Надикто Володимир Трохимович
Володимир Трохимович Надикто (нар. 2 січня 1956, с. Шауліно, Почепський район, Брянська область, Росія) — український науковець, доктор технічних наук, професор, член-кореспондент НААН України, проректор з наукової роботи Таврійський державний агротехнологічний університет, директор НДІ МЗПУ, завідувач кафедрою.

## Біографія
Надикто Володимир Трохимович народився 2 січня 1956 року в с. Шауліно Почепського району Брянської області. Після закінчення середньої школи у 1972 році вступив до Дніпропетровського сільськогосподарського інституту. Вищий навчальний заклад закінчив з відзнакою в 1977 році, отримавши фах інженера-механіка. В жовтні цього ж року був прийнятий на посаду старшого інженера лабораторії механізації вирощування рицини Південного відділення УкрНДІМЕСГ (смт. Якимівка, Запорізька область).
У травні 1978 року був призваний до лав Радянської армії. Військову службу проходив у Москві. Після демобілізації лав РА у 1979 році повернувся на попереднє місце роботи. У Південному філіалі УкрНДІМЕСГ (нині Південний науково-дослідний центр ННЦ «ІМЕСГ» УААН) Володимир Трохимович пропрацював 23 роки, пройшовши шлях від старшого інженера до завідувача відділу.
У 1983 році В. Т. Надикто вступив до заочної аспірантури при Московському інституті інженерів сільськогосподарського виробництва, яку у 1989 р. успішно закінчив, здобувши науковий ступінь кандидата технічних наук. У 1993 році Володимир Трохимович отримує вчене звання старшого наукового співробітника зі спеціальності «Механізація сільськогосподарського виробництва».
З 1995 року він працює завідувачем лабораторії машиновикористання Південного філіалу ІМЕСГ УААН, а в 2000 році отримує посаду завідувача відділу механізації вирощування польових культур.
У 2001 році Володимир Трохимович у ІМЕСГ УААН захищає дисертацію на здобуття наукового ступеня доктора технічних наук на тему «Основи агрегатування модульних енергетичних засобів».
З 2002 року працює в Таврійській державній агротехнічній академії (м. Мелітополь, Запорізька область). У 2002 р. отримав вчене звання доцента, у 2003 р. — вчене звання професора. У 2006 р. отримав звання члена-кореспондента, а у 2008 р. — дійсного члена Академії інженерних наук України.
У 2010 році В. Т. Надикту обирають членом-кореспондентом Національної академії аграрних наук України.

## Нагороди
У серпні 2007 року Володимир Трохимович отримує трудову відзнаку «Відмінник аграрної освіти та науки» III ступеня, у травні 2008 року отримує трудову відзнаку «Знак Пошани». У цьому ж році отримує Подяку Міністерства освіти і науки України. У травні 2009 року йому вручають трудову відзнаку «Відмінник аграрної освіти та науки» ІІ ступеня. Нагороджений знаком "Відмінник аграрної освіти та науки" І ступеня (2010), орденом «За заслуги перед Запорізьким краєм III-го ступеня» (2011), медаллю "За розвиток Запорізького краю" (2012). У 2016 році отримав почесне звання "Заслужений діяч науки і техніки України".